# Grafentraubach (Laberweinting)

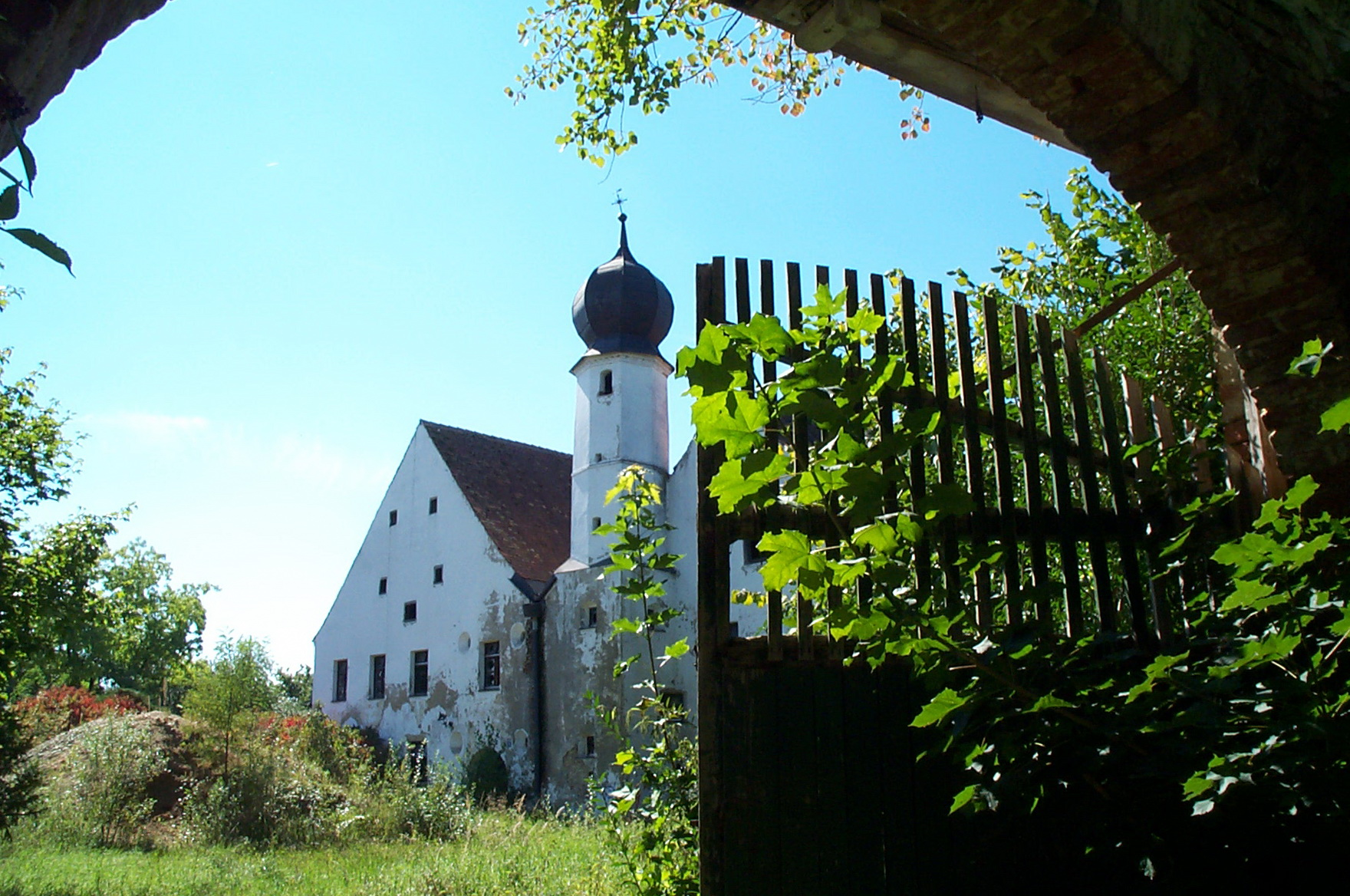
Schloss Grafentraubach

Grafentraubach ist ein Gemeindeteil der Gemeinde Laberweinting und eine Gemarkung im niederbayerischen Landkreis Straubing-Bogen. Bis zum Jahresende 1971 bestand die Gemeinde Grafentraubach. 

## Lage
Das Pfarrdorf Grafentraubach liegt im Donau-Isar-Hügelland auf Höhen um 372 m ü. NHN am linken Rand des Tals der Kleinen Laber. Durch den Ort mündet der Grafentraubach in den Mittellauf des Flusses. Etwas über zwei Kilometer östlich liegt am anderen Rand der Flusstalaue der Gemeindesitz Laberweinting, etwa drei Kilometer flussaufwärts und südwestlich am selben der Ort Mallersdorf der benachbarten Marktgemeinde Mallersdorf-Pfaffenberg.
Die Gemarkung Grafentraubach mit einer Fläche von 1263 Hektar hat Gemarkungsteile in den Gemeinden Laberweinting und Mallersdorf-Pfaffenberg. Auf der Gemarkung liegen die Laberweintinger Gemeindeteile Arnkofen, Kreuth, Grafentraubach und Zeißlhof (teilweise) und Steinkirchen aus dem Markt Mallersdorf-Pfaffenberg.

## Geschichte
Traubach gehörte im 12. Jahrhundert einem Zweig der Grafen von Kirchberg. 1165 wird in einer Urkunde von Kloster Mallersdorf ein Adalbert Graf von Kirchberg zu Eitting genannt, der die Linie der Grafen von Kirchberg-Traubach begründete. Die Trennung des Ortes Traubach in Holztraubach und Grafentraubach erfolgte vermutlich zu Beginn des 14. Jahrhunderts.
Die Hofmark Grafentraubach im Gericht Kirchberg blieb zunächst eng mit der Hofmark Holztraubach verbunden, wurde von Pflegern verwaltet und hatte besonders als Pfarrsitz Bedeutung. Im 15. und 16. Jahrhundert gehörte Grafentraubach den Rainer von Rain. 1573 heiratete Ursula, die minderjährige Tochter des 1569 verstorbenen Hans Joachim von Rain, den Paul von Leiblfing, womit die Herrschaft der Leiblfinger auf Grafentraubach begann.
Durch Erbteilung fiel Grafentraubach 1659 als Mitgift der Anna Maria von Haimhausen an ihren Mann Phillip Jakob von Ginsheim. 1689 war Maximilian Phillip von Ginsheim (Ginsheimb) Herr über Grafentraubach. Am 10. März 1749 erwarb Reichsgraf Joseph Franz Maria von Seinsheim die Hofmarken Grafentraubach, Graßlfing und Hofkirchen. Hofkirchen wurde in der Konskription von 1752 noch als eigenständige Hofmark betrachtet, war dann aber im Hofmarksanlagebuch des Jahres 1760 vollends in die Hofmark Grafentraubach integriert.  
Die zu Beginn des 19. Jahrhunderts entstandene Gemeinde Grafentraubach gehörte zum Landgericht Pfaffenberg, 1840 umbenannt in Landgericht Mallersdorf, schließlich zum Bezirksamt und Landkreis Mallersdorf. Sie hatte 1964 eine Fläche von 1088,64 Hektar und bestand aus den vier Gemeindeteilen Arnkofen, Kreuth, Grafentraubach und Zeißlhof. Zum 1. Januar 1972 wurde sie im Zuge der Gebietsreform in Bayern nach Laberweinting eingemeindet.

## Sehenswürdigkeiten
- Pfarrkirche St. Pankratius. Sie wurde 1896 bis 1897 neu erbaut, wobei der barockisierte mittelalterliche Turm erhalten blieb. Die Kirche enthält ein Rotmarmorgrabmal für P. v. Leiblfing und Frau aus dem 16. Jahrhundert.
- Schloss Grafentraubach. Es enthält Bauteile aus dem Mittelalter und aus dem 16./17. Jahrhundert.

## Bildung und Erziehung
- Kath. Öffentl. Bücherei St. Pankratius

## Vereine
- a cappella chor grafentraubach
- Bauernverband Grafentraubach
- Doderer. Der Burschenverein wurde im Frühsommer 1983 gegründet.
- EC Grafentraubach e. V.
- Freiwillige Feuerwehr Grafentraubach
- Jagdgenossenschaft Grafentraubach
- Kath. Arbeiterbewegung (KAB) Grafentraubach
- Kath. Frauenbund (KDFB) Grafentraubach
- KLJB Grafentraubach e. V.
- Krieger- und Militärverein Grafentraubach. Er wurde am 2. November 1904 gegründet.
- Labertal Löwen
- Malteser Grafentraubach/Oberdeggenbach
- PBC Grafentraubach "Schwarze 8"
- Privatunterstützungsverein Grafentraubach
- Schützenverein Almrausch Grafentraubach
- SV Grafentraubach 1932 e. V.